# 須藤為五郎
須藤　為五郎（すどう ためごろう、1957年6月24日 - ）は、東京都出身の俳優、オリジナルビデオのプロデューサー。

## 来歴・人物
1968年にNHK『天下泰平』でデビュー。
子役として活動した後、1975年に東映の東京撮影所俳優部に入所。いわゆる大部屋俳優として、1970年代後半から1980年代前半にかけて『仁義なき戦い』、『トラック野郎』シリーズなど東映の映画に出演。
その後、激弾スーパーマーケットを主宰する傍ら、2000年に有限会社オフィスサンヨー企画を設立し、2003年より同社で哀川翔主演のオリジナルビデオ『デコトラの鷲』シリーズを手がける（外部リンクも参照）。

## 出演

### テレビドラマ
- マグマ大使（1967年、フジテレビ）
- 天下泰平（1968年、NHK）
- 太陽ともぐら（1975年、フジテレビ）
- 大追跡（1978年、日本テレビ）
- 大江戸捜査網 第516話「意地悪婆さん、危機一髪」（1981年、テレビ東京 / 三船プロ）
- 女子刑事（2007年、TBS）
- 臨場 第6話（2009年、テレビ朝日）

### 映画
- 二百三高地（1980年）
- 動乱（1980年）
- 大日本帝国（1982年）
- 日本海大海戦 海ゆかば（1983年）
- コアラ課長（2005年）
- かにゴールキーパー（2006年）
- 築地魚河岸三代目（2007年）
- デコトラの鷲シリーズ（2003年 - 、フレッシュハーツ） - 製作総指揮を兼ねる